# Хризоберил
Хризоберилът е минерал, скъпоценен камък, берилиево-алуминиев оксид с химична формула BeAl2O4.

## Етимология
Името на минерала произлиза от гръцките думи χρυσός (хризос) и βήρυλλος (берилос), означава златист, в алюзия за цвета на минерала, и берил.

## Свойства
Кристалната решетка е орторомбична, бипирамидална. Образува плътни единични кристали, както и срастъци от по 2 – 3 кристала. Кристалите са оформени като тънки слоеве или къси призми, до 22 cm дължина.
Луминесцира слабо червено под ултравиолетова светлина. Електрическата проводимост се увеличава с температурата.
Цветът на хризоберила може да е различни нюанси на зелено, жълто, кафяво до зеленикавочерно; когато е хромов може да бъде малиновочервен под лампа с нажежаема жичка; безцветен, бледи нюанси на жълто, зелено или червено. Макар и доста рядко се срещат и прозрачни хризоберили.

## Разпространение
Хризоберилът е сравнително разпространен. Но някои разновидности като александрит и цимофан, се срещат изключително рядко в природата и се предлагат на високи цени на пазара. Това се дължи на интересната им особеност да сменят своя цвят при промяна на ъгъла на светлината, като естествената и изкуствената светлина ги оцветяват различно. 
Най-големите находища на този минерал са в Бразилия, Русия, Шри Ланка, Мианмар др. В България има сведения за намирането му в Рила и Източните Родопи. Негови разновидности са александритът, цимофанът, котешкото око и др.
Най-големият фасетиран образец е овален, 245 каратов, от Шри Ланка.